# ヒドラジド
ヒドラジド (hydrazide) とは、化合物のうちヒドラジンまたは誘導体とオキソ酸が脱水縮合した構造を持つアミドの呼称。例えばカルボン酸ヒドラジドの場合、一般式は R1R2NN(R3)C(=O)R4 と表される。

## 合成法
通常は、ヒドラジンまたは誘導体に対して酸ハロゲン化物、あるいはエステルを作用させて合成する。
{\displaystyle {\ce {RC(=O)Cl\ + H2NNR'2 -> RC(=O)NHNR'2}}}
{\displaystyle {\ce {RC(=O)OCH3\ + H2NNR'2 -> RC(=O)NHNR'2}}}

## 反応
カルボン酸ヒドラジドに亜硝酸や亜硝酸エステルを作用させるとカルボン酸アジドを生じ、加熱などによりクルチウス転位を起こしてイソシアネート、加水分解後にアミンを与える。
{\displaystyle {\ce {RC(=O)NHNH2\ + HNO2 ->\ [RC(=O)N3] -> R-N=C=O}}}
スルホン酸ヒドラジドとケトンから N-スルホニルヒドラゾンを発生させ、そこへアルキルリチウムを作用させるとシャピロ反応が起こりビニルリチウムに変わる。これを加水分解後するとアルケンが得られる。
{\displaystyle {\ce {RR'CHC(=O)R''\ + H2NNHS(=O)2Ar -> RR'CHC(R'')=NNHS(=O)2Ar}}}
{\displaystyle {\ce {RR'CHC(R'')=NNHS(=O)2Ar\ + 2 RLi -> RR'C=CR''Li}}}